# Vigozoo
Vigozoo és el nom oficial del parc zoològic de Vigo. Ostenta la categoria jurídica d'organisme autònom municipal.
El zoo de Vigo és l'únic zoològic de tota Galícia. Es troba a la muntanya d'A Madroa, a uns 10 km del centre de la ciutat, i té una extensió superficial de 55.676 m². Inicialment va ser constituït com a fundació pública el 1970, creat a iniciativa de Rafael Portanet durant el seu mandat com a alcalde de Vigo, i construït pel seu successor en el càrrec, Antonio Ramilo Fernández-Areal.